# ギャルゲーマスター椎名
『ギャルゲーマスター椎名』（ギャルゲーマスターしいな）は、周防ツカサによる日本のライトノベル。イラストは彩季なおが担当。電撃文庫（アスキー・メディアワークス）より、2010年4月から2011年5月まで全3巻が刊行された。
また『電撃文庫MAGAZINE』のVol.17（2011年1月号）からVol.20（2011年7月号）まで、同じ世界観を持つ『レトロゲームマスター渋沢』（イラスト:彩季なお）が連載された。但しこちらは『ギャルゲーマスター椎名』とは舞台設定は同一だが、登場人物の交流等は一切無くまったくの別作品扱いとなっている。2011年4月には『レトロゲームマスター渋沢』の単行本化が周防ツカサのブログで予告され、5月10日発売の『ギャルゲーマスター椎名 3巻』のあとがきにて正式発表され、次いでシリーズ化も発表された。
本項では『レトロゲームマスター渋沢』についても記述する。

## 舞台設定（共通）
私立桜台高等学校を舞台としている。同じ敷地内には中等部の校舎もある。校舎は高等部だけで普段授業で使用する新校舎と職員が主に使用する旧校舎、文化系の部活が集まる部室棟が存在する。

## あらすじ
主人公椎名雄介は、私立桜台高校に入学した普通の男子高校生である。ある日、文芸部の見学に行くため、部室棟を歩いていたところ2年生の女子生徒3人から下着泥棒の汚名を着せられ、「黙っていて欲しければ「ギャルゲー研究部」（以下G研と表記）に入部すること。」という脅迫じみた勧誘を受けG研に入部することになる。

## 登場人物
椎名 雄介（しいな ゆうすけ）
本作の主人公。桜台高校1年4組。中学校時代にクラスメイトから「ギャルゲーマスター椎名」というあだ名を付けられて以来「ギャルゲー」という単語がトラウマになり、ギャルゲーとは疎遠な生活を送る。
中学校時代の人間関係をリセットするため、誰も知り合いのいない遠方の私立高校である桜台高校に進学するも、G研の部員達に捕まってしまい、恐喝に近い勧誘を受け、強制的にG研に入部させられてしまう。
父親は椎名修平というゲームファンの間では「ギャルゲーの神様」と呼ばれているゲームクリエイターで、「ギャルゲーマスター椎名」というあだ名は、その事実を知った中学校時代のクラスメイトが面白半分で付けたあだ名である。
桐ヶ谷 京子（きりがや きょうこ）
桜台高校2年でG研の部長を務める。G研設立のために校長や生徒会と対立し部室を占拠した結果、学校内では「要注意人物」のレッテルを貼られる。
外見は小学生にしか見えないほどの童顔で、身長も140cm程しかない。バストサイズもAAAカップと完全な幼児体型である。
学校内では「ミニマムデビル」の異名で恐れられている。
赤羽 サヤカ（あかばね サヤカ）
桜台高校2年。G研内ではシナリオ担当。
小柄ながらいつも元気な活発少女で、1年生の時のクラスメイトである桐ヶ谷京子や秋葉凛と共にG研を設立。そのため学校では「要注意人物」のレッテルを貼られることになる。
外国人とのハーフだが、その設定が活用されることはほとんどない。
秋葉 凛（あきば りん）
桜台高校2年。G研内ではプログラム・スクリプト担当。G研のホームページの開設及び管理も担当している。
桐ヶ谷京子や赤羽サヤカは1年生の時のクラスメイトであり、彼女らと共に「要注意人物」のレッテルを貼られている。
身長は165cmと大柄である。性格は寡黙で挙動不審なところがある。趣味はカメラ。
川野辺 陽香理（かわのべ ひかり）
桜台高校1年7組。よだれを垂らした猫の顔の形をしたセンスを疑うような独特のヘアピンがトレードマークでG研では作画担当。
元々は美術部に入部希望だったが、中学校の先輩である京子に弱みを握られG研入部を余儀なくされる。その為、入部当初は全くギャルゲーの知識などはなかったが、その後わずか数ヶ月でギャルゲーオタクに成長を遂げる。
好きなイラストレーターは「みかづきはんげつ」で自身のイラストも「みかづきはんげつ」のタッチに似せている。
身長は153cm。
雪平 カオル（ゆきひら カオル）
桜台高校1年で軽音部所属の銀髪少女。
桐ヶ谷京子の従妹であり、父親が指揮者、母親がオペラ歌手という音楽一家に育つ。絶対音感があり、作曲の才能を京子が認めG研の製作するゲームの音楽を担当することになる。
学校には登校しても授業には出て来ないで部室でサボっていることが多い。また、放浪癖があり、しばしば国内外を放浪している。
ましゅろん
『ギャルゲープリンセスましゅろんの攻略部屋』というギャルゲー攻略サイトの管理人。金髪のツインテールと煌びやかなドレスと精細な刺繍の施された日傘というお姫様然としたファッションをしている。
スキップモードを多用して通常数十時間掛かるゲームを数時間で攻略できる速読術の持ち主で、この技を使い攻略したゲームの攻略法を誰よりも早くサイトにアップすることが出来る。
夜桜 美月（よざくら みつき）
同人ゲームサークル『おっぱいクライシス』の主催者で、黒ずくめのファッションを好む高校2年生。現在は秋葉原まで歩いて数分のところにあるワンルームのアパートに一人暮らしをしている。
赤羽サヤカや秋葉凛とは中学時代の同級生であり、特に赤羽サヤカに対しては私怨とも取れる強いライバル心を持っている。
ましゅろんが認める程のシナリオライターだが、作画・グラフィック・音楽・プログラミングを1人でこなすマルチクリエイターである。

## レトロゲームマスター渋沢

### あらすじ
私立桜台高校1年3組の委員長「早坂ちひろ」は不良学生「渋沢」を更生させるさせる為に、渋沢の隠れ家である現在では誰も使わない旧校舎の一室に乗り込み、渋沢の説得を試みる。この隠れ家で生まれて初めてみた旧式のテレビゲームに嵌まり、「レトロゲーム」の虜となっていく。

### 登場人物
渋沢（しぶさわ）
主人公。学校一の問題児であり大のレトロゲームマニア。旧校舎の宿直室の奥にある現在は全く使われていない部屋を発見し、そこに実家の押入れで発見した旧式のテレビゲーム一式と大量のレトロゲームソフトを持ち込んで遊んでいたところを早坂ちひろに発見されるが、逆に手懐け彼女とレトロゲーム三昧の日々を送る。
趣味は委員長のエロボイス収集であり、彼女のゲーム中に発声させるエロボイスをこっそりICレコーダーで録音し自宅のパソコンの専用フォルダに保存している。
委員長と2人でゲームをプレイすることについては満更でもなく、秋葉瑞穂が顔を出すようになったことについては、あまり快く思っていなかった。
早坂 ちひろ（はやさか ちひろ）
桜台高校1年3組の委員長で成績は学年トップの優等生。あだ名は「委員長」。堅物な性格で放課後は毎日学習塾等に通っている。不良学生の渋沢を更生させようと渋沢の隠れ家を訪れた際、プレイしたレトロゲームに嵌まり、毎日渋沢とレトロゲームで遊ぶ事が日課となる。現在ではレトロゲーム中毒者と化している。
レトロゲーム手帳という手帳にその日遊んだ記録や渋沢との会話を細かく記録している。
友達付き合いはあまり良い方ではなく、誘われても理由をつけて断っている。しかし本音は、渋沢とゲームする時間が短くなるのが嫌だからである。
両親が厳格な人間で、ゲームなどを買ってもすぐに捨てられてしまい、家で遊ぶ事は出来ないため、学校で渋沢とゲームをする時間が唯一の楽しみとなっている。
秋葉 瑞穂（あきば みずほ）
桜台高校1年3組。委員長の図書館友達で、最近図書館に顔を見せなくなった委員長を探して渋沢の隠れ家を発見する。
渋沢の「不良睨み」にも物怖じせず、渋沢を手玉に取れる数少ない人物であるが、本質は縛りプレイが大好きな「マゾ」である。また、ゲームの実力は渋沢とほぼ同等である。
家族構成は、ゲームショップを経営している両親と仲間内でギャルゲーを開発している姉がおり、両親からの小学校の入学祝いは、「レトロゲームセット一式」というゲーム一家である。それ以外に、定年退職後に古本屋を開業した祖父がいるが、いつも店番をサボってオンラインゲームに勤しんでいる。
ルックスはかなりの美少女で入学当時は男子生徒からかなり人気があったが他人の話を聞かず、且つ他人が興味を示さない自分の趣味に関した話題を延々と続けるため、現在では変人扱いされ男女共に煙たがられている。
伊藤（いとう）
桜台高校1年3組所属の女子生徒。堅物の委員長の世話を焼きたがり、委員長の仕事を手伝ったり遊びに誘ったりしている。
どこにいても分かる位のキンキン声の持ち主で、渋沢には「無自覚な目覚まし時計」と呼ばれている。また、ガサツな性格で「ゴリラのような女」と呼ばれたこともある。

## 既刊一覧

### 『ギャルゲーマスター椎名』
- 周防ツカサ（著）・彩季なお（イラスト）、アスキー・メディアワークス〈電撃文庫〉、全3巻

| タイトル                | 初版発売日     | ISBN              |
| ----------------------- | -------------- | ----------------- |
| ギャルゲーマスター椎名  | 2010年4月10日  | 978-4-04-868455-2 |
| ギャルゲーマスター椎名2 | 2010年12月10日 | 978-4-04-870172-3 |
| ギャルゲーマスター椎名3 | 2011年5月10日  | 978-4-04-870487-8 |

### 『レトロゲームマスター渋沢』
- 周防ツカサ（著）・彩季なお（イラスト）、アスキー・メディアワークス〈電撃文庫〉、全3巻

| タイトル                  | 初版発売日    | ISBN              |
| ------------------------- | ------------- | ----------------- |
| レトロゲームマスター渋沢  | 2011年8月10日 | 978-4-04-870732-9 |
| レトロゲームマスター渋沢2 | 2012年1月10日 | 978-4-04-886242-4 |
| レトロゲームマスター渋沢3 | 2012年5月10日 | 978-4-04-886553-1 |

## 雑誌掲載

### 『レトロゲームマスター渋沢』
電撃文庫MAGAZINE（アスキー・メディアワークス発行）
| 回数  | 掲載誌名                                | 発売日         | 備考              |
| ----- | --------------------------------------- | -------------- | ----------------- |
| 第1回 | 電撃文庫MAGAZINE Vol.17（2011年 1月号） | 2010年12月10日 | 文庫版第1巻に掲載 |
| 第2回 | 電撃文庫MAGAZINE Vol.18（2011年 3月号） | 2011年2月10日  | 文庫版第1巻に掲載 |
| 第3回 | 電撃文庫MAGAZINE Vol.19（2011年 5月号） | 2011年4月 9日  | 文庫版第1巻に掲載 |
| 第4回 | 電撃文庫MAGAZINE Vol.20（2011年 7月号） | 2011年6月10日  | 文庫版第1巻に掲載 |